# Крест Оттона и Матильды

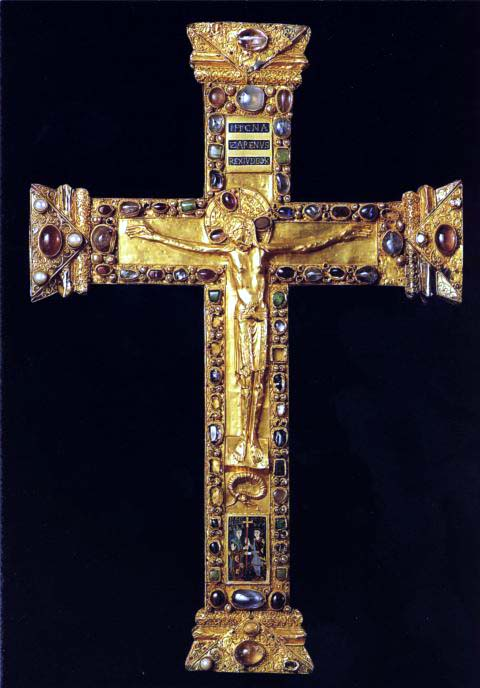
Крест Оттона и Матильды

Крест Оттона и Матильды — выносной крест из сокровищницы Эссенского собора, выполнен в X веке, использовался в праздничных процессиях вплоть до недавнего времени. Название креста происходит от потомков императора Священной римской империи Оттона I, изображённых на кресте: герцога Оттона Швабского и его сестры, аббатисы Эссенского монастыря Матильды II. Крест — одно из свидетельств особенно тесной связи представителей династии Оттонов с Эссенским монастырём.

## История
Инвентарная опись реликвария Эссенского собора (Inventarium reliquiarum Essendiensium) от 12 июля 1627 года впервые упоминает крест. Однако трудно определить, какое из описаний четырёх крестов из сокровищницы собора относится именно к кресту Оттона и Матильды. В книге Liber ordinarius, устанавливавшей использование при литургии сокровищ монастыря упоминаются вообще выносные кресты, без каких-либо уточнений. Так как обыкновенно предметы из сокровищницы не передавались, нужно исходить, тем не менее, из того, что крест с момента появления вплоть до секуляризации женского монастыря в Эссене в 1802 году принадлежал ему. Во время Тридцатилетней войны аббатиса монастыря с его реликвиями бежала в Кёльн. Во время других военных действий крест прятали, вероятно, в самом монастыре.Во время Рурского восстания 1920 года сокровища монастыря были тайно перевезены в Хильдесхейм, откуда возвращены в 1925 году. Во время Второй мировой войны сокровищница собора была перемещена сначала в Варштайн, потом в крепость Альбрехтсбург в Мейсене, оттуда — в бункер под Зигеном. Обнаруженный там после окончания боевых действий американскими войсками крест вместе с другими реликвиями собора попал в Марбургский ландсмузеум, далее — в место сбора для эвакуированных художественных произведений в замке Дик под Рейдтом. С апреля по октябрь 1949 года предметы из собора экспонировались в Брюсселе и Амстердаме, после они были возвращены в Эссен.

## Описание
Основа креста шириной 29,5 см и высотой 44,5 см выполнена из дуба. Крест латинский, концы перекладин имеют форму трапеций и стилизованы под капители колонн, что делает его похожим на Ахенский крест Лотаря, создание которого относится к 984 году. Лицевая сторона креста ограничена филигранной золотой каймой с драгоценными камнями, которые отделены друг от друга парами жемчужин. Камни, лежащие на противоположных сторонах перекладин креста подобраны по цвету и величине, отчего декор становится подчёркнуто упорядоченным.

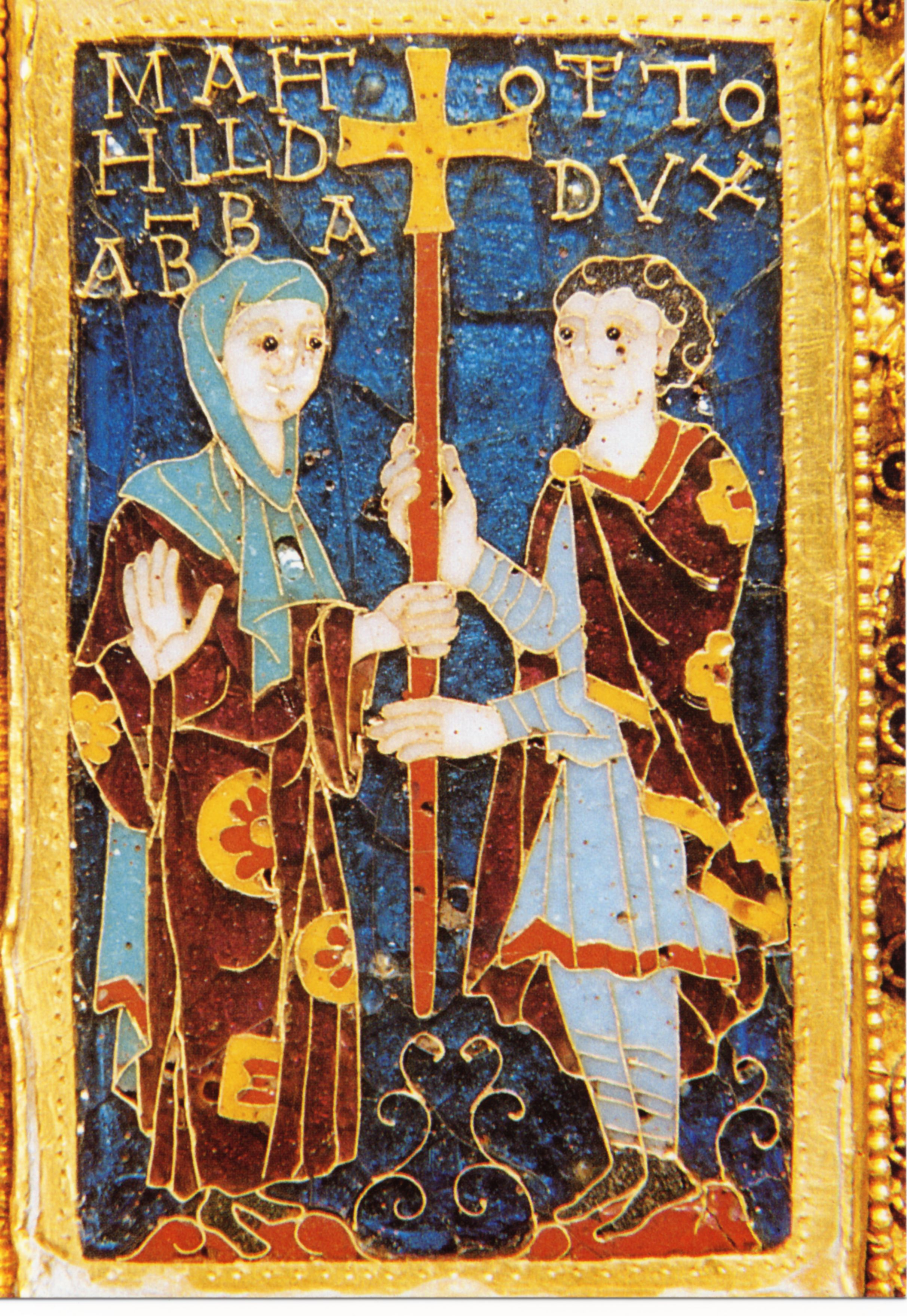
Миниатюра в основании креста с изображением Матильды и Оттона

В нижней части вертикальной перекладины располагается миниатюра из перегородчатой эмали с изображением Матильды и Оттона. Надписи над ними указывают, что это аббатиса Матильда (Mathild Abba) и герцог Оттон (Otto Dux). Фигура распятого Христа, выполненная из листового золота, имеет сходство с фигурой Христа с кёльнского Креста Геро, поэтому предполагается, что Крест Оттона и Матильды мог быть изготовлен в Кёльне. Возможно, однако, что крест из Трира, так как эмалевая миниатюра происходит из трирской мастерской Эгберта. Есть также предположение, что только эмаль была сделана в Трире, а сам крест собран в другом месте. Нимб Христа пересекает кайму, три камня на нём дополнительно подчеркивают положение склонённой головы. Под суппенданеумом находится изображение змеи, по одной версии — это медный змий из Книги Чисел (21:4-9), по другой  — василиск (Псалом 90,13), символизирующий победу Спасителя над злом: «на аспида и василиска наступишь; попирать будешь льва и дракона». Над распятием помещена эмаль с разделенной на три 3 строки надписью IHC NA / ZARENVS / REX IVDEOR («Иисус из Назарета, Царь Иудейский»), при этом буквы IHC — аббревиатура имени Иисуса на греческом языке.
Обратная сторона креста, покрытая позолоченной медью, оформлена значительно проще. На концах перекладин помещены изображения четырёх евангелистов, на пересечении — агнец Божий.

## Интерпретации и датировка
Ключ к интерпретации креста и к его датировке — миниатюра с изображением Оттона и Матильды. Оба одеты в придворные костюмы, вероятно, из шёлковых тканей, попадавших во франкскую империю исключительно в качестве подарков Византийского императорского двора. Подобные ткани сохранились в сокровищнице Эссенского собора, в них завёрнуты некоторые реликвии. Несмотря на то, что Матильда с 973 года была аббатисой монастыря в Эссене, изображена она в придворной одежде. Её аристократический костюм возможно значит то, что здесь она выступает не как аббатиса, а как сестра герцога Оттона. На то, что брат и сестра изображены как члены семьи, а не высокопоставленные лица, указывает также отсутствие герцогских регалий (меч и копьё) у Оттона. Оттон вручает крест, Матильда уверенно берёт его, крепко сжимая древко. Раскрытая ладонь её правой руки указывает вверх, жест этот может быть истолкован двояко. С одной стороны, он может объясняться как приветствие или принимающий жест по отношению к Оттону, с другой — пальцы, направленные вверх, к распятию, означают также жест посредничества. Изображение донаторов ранее объяснялось так, что Оттон жертвовал крест монастырю, возглавляемому его сестрой. Однако неясно, почему брат и сестра изображены как частные лица. Распространённое предположение (см. напр. Портман) о совместном дарении брата и сестры противоречит тому факту, что крест, изображённый на миниатюре, имеет иную форму, чем Крест Оттона и Матильды. В новейшей литературе миниатюра рассматривается как символическое изображение семейной хроники Людольфингов: со смертью Оттона 31 октября 982 года, последнего потомка мужского пола королевы Эдгиты, первой жены Оттона Великого, Матильда осталась единственным представителем этой ветви династии. В этой связи миниатюра с изображением брата и сестры объясняется как выражение воли Матильды принять наследие Отто. На основе этого нужно полагать, что Матильда пожертвовала крест в память о брате, умершем во время итальянского похода императора Оттона II в 982 году. Вклад она могла сделать и вскоре после его смерти, возможно, в 983 или 984 годах, и, вероятно, одновременно с пожертвованием большого распятия в ашаффенбургской монастырской церкви Святых Петра и Александра, где был погребён Оттон. Обрамление этого креста по стилю близко к обрамлению Креста Оттона и Матильды.